# Лучини, Лука
Лу́ка Лучи́ни (итал. Luca Lucini; род. 26 ноября 1967, Милан) ─ итальянский кинорежиссёр, сценарист, клипмейкер и кинопродюсер.

## Биография
Родился в Милане 26 ноября 1967 года. Окончил факультет политических, экономических и социальных наук Миланского государственного университета.
В 1990-х годах Лука Лучини переехал в Лондон, где работал в телешоу Talking Jazz .
После возвращения в Италию, начинал как режиссёр, в основном, музыкальных клипов для нескольких успешных итальянских певцов, в том числе Лауры Паузини, Лигабуэ, Алексии, Ирене Гранди, Джорджи, Pooh, Эдоардо Беннато, а также многочисленных рекламных видеороликов для телевидения.
В 2002 году снял свой первый короткометражный фильм «Улыбка Дианы», который является частью фильма «Ты такой, какой ты есть», состоящего из шести короткометражных фильмов шести разных режиссеров.
В 2004 году Лука Лучини стал известен благодаря своему первому художественному фильму «Три метра над небом», снятому по одноименному роману Федерико Мочча . Главного героя фильма играет Риккардо Скамарчо, которого Лучини также пригласил для работы над своим вторым фильмом «Идеальный мужчина» в 2005 году.
В 2008 году он снял фильмы «Любовь, ложь и футбол» и «Только отец», а в 2009 году — комедию «Молодожёны» .
В ноябре 2010 года на экраны вышел фильм «Женщина моей жизни» со Стефанией Сандрелли, Лукой Арджентеро и Алессандро Гассманном в главных ролях.
В 2015 году Лучини работал над документальным фильмом «Театр алла Скала — Храм чудес», снятым совместно с Сильвией Корбетта.
В 2016 году он снял два художественных фильма «Заклятые подруги» и «Как вырасти вопреки родителям», а также короткометражку «Pura Passion».
В 2022 году Лука Лучини был избран президентом Итальянской ассоциации режиссёров (AIR3).
В июле 2023 года в кинотеатрах вышел в прокат фильм «Мои бумажные девушки» с Нери Маркоре и Джузеппе Дзено.
В период с 2023 по 2024 год шли съёмки мини-сериала о патриоте и поэте Гоффредо Мамели, наиболее известном как автор Гимна Италии.

## Семья
Женат, имеет двоих детей.

## Фильмография
| Год  |     | Русское название                       | Оригинальное название                          | Роль                    |
| ---- | --- | -------------------------------------- | ---------------------------------------------- | ----------------------- |
| 2002 | кор | Улыбка Дианы                           | Il sorriso di Diana                            | режиссёр                |
| 2004 | ф   | Три метра над небом                    | Tre metri sopra il cielo                       | режиссёр                |
| 2002 | ф   | Ты такой, как ты есть                  | Sei come sei                                   | режиссёр                |
| 2005 | ф   | Идеальный мужчина                      | L'uomo perfetto                                | режиссёр                |
| 2008 | ф   | Любовь, ложь и футбол                  | Amore, bugie & calcetto                        | режиссёр, сценарист     |
| 2008 | ф   | Только отец                            | Solo un padre                                  | режиссёр                |
| 2009 | ф   | Молодожены                             | Oggi sposi                                     | режиссёр                |
| 2010 | ф   | Женщина моей жизни                     | La donna della mia vita                        | режиссёр                |
| 2011 | ф   | След призрака                          | Ghost Track                                    | исполнительный продюсер |
| 2015 | док | Театр Ла Скала: Храм чудес             | Teatro alla Scala - Il tempio delle meraviglie | режиссёр                |
| 2016 | ф   | Заклятые подруги                       | Nemiche per la pelle                           | режиссёр                |
| 2016 | ф   | Как вырасти, несмотря на родителей     | Come diventare grandi nonostante i genitori    | режиссёр                |
| 2016 | док | Леонардо. История гения                | Leonardo da Vinci - Il genio a Milano          | режиссёр                |
| 2017 | с   | Комедианты                             | The Comedians                                  | режиссёр                |
| 2019 | ф   | Почти идеальные родители               | Genitori quasi perfetti                        | продюсер                |
| 2019 | с   | Сделано в Италии                       | Made in Italy                                  | режиссёр                |
| 2020 | док | Первая волна: Милан во время Covid-19  | La prima onda: Milano al tempo del Covid-19    | режиссёр                |
| 2023 | ф   | Мой брат и я                           | Io e mio fratello                              | режиссёр                |
| 2023 | ф   | Мои бумажные девушки                   | Le mie ragazze di carta                        | режиссёр, сценарист     |
| 2024 | с   | Мамели: Мальчишка, мечтавший об Италии | Mameli - Il ragazzo che sognò l'Italia         | режиссёр                |
| 2025 | ф   | Любовь, в теории                       | L'amore, in teoria                             | режиссёр                |

## Награды и признание

### Кинопремии
| Год  | Церемония                                                        | Награда                                     | Категория               | Фильм        | Результат |
| ---- | ---------------------------------------------------------------- | ------------------------------------------- | ----------------------- | ------------ | --------- |
| 2002 | Монреальский кинофестиваль                                       | Первая премия                               | Короткометражные фильмы | Улыбка Дианы | Номинация |
| 2002 | Монреальский кинофестиваль                                       | Вторая премия                               | Короткометражные фильмы | Улыбка Дианы | Победа    |
| 2003 | Международный фестиваль короткометражного кино в Клермон-Ферране | Международный конкурс Премия Research Award | Короткометражные фильмы | Улыбка Дианы | Победа    |